# Lohrheim
Lohrheim ist eine Ortsgemeinde im Rhein-Lahn-Kreis in Rheinland-Pfalz. Sie gehört der Verbandsgemeinde Aar-Einrich an.

## Geographie
Lohrheim liegt im Aartal, etwa sieben Kilometer südwestlich von Limburg an der Lahn und sechs Kilometer südlich von Diez. Die höchste Erhebung in der Gemarkung im Taunus ist der Eichelsberg (312 m ü. NHN).
Zu Lohrheim gehört auch der Wohnplatz Kaolinwerk.

## Geschichte
Der Ort wurde 790 in einer Schenkungsurkunde Karls des Großen als Larheim erstmals urkundlich erwähnt.
Die Namensendung „-heim“ deutet auf eine Gründung zu fränkischer Zeit hin.
In der Nähe des Ortes im Oberneiser Wald sind keltische Hügelgräber zu finden. Bei Bauarbeiten wurden weitere keltische Überreste entdeckt.
Aufgrund der Reformation gehören Lohrheim, Oberneisen und Netzbach seit 1564 demselben Kirchspiel an.
Lohrheim gehörte von 1806 bis 1866 zum Herzogtum Nassau, das im Zusammenhang mit der Rheinbundakte gebildet wurde. 1868 kam Lohrheim zur preußischen Provinz Hessen-Nassau und war nach dem Zweiten Weltkrieg Teil der französischen Besatzungszone. 1946 wurde der Ort Teil des damals neu gebildeten Landes Rheinland-Pfalz.
Anfang des Jahres 1914 wurde die Gemeinde an die öffentliche Wasserversorgung und an das Stromnetz angeschlossen. Ebenfalls im Jahre 1914 fanden Probebohrungen zur Erkundung von Tonvorkommen statt, bei der recht mächtige Kaolinvorkommen entdeckt wurden, woraufhin 1920 das Geisenheimer Kaolinwerk ein weiteres Werk in Lohrheim eröffnete. Die Kaolinvorkommen werden bis heute abgebaut, wohingegen der Abbau von Eisenstein und Pyrit eingestellt wurde. Der Abbau von Baryt in der Grube „Amalie“ wurde im Mai 1924 eingestellt.
1930 wurde der Friedhof in Lohrheim eröffnet. Zuvor wurden die Lohrheimer in Oberneisen begraben. Bei den Bauarbeiten wurden mehrere Scherbenfunde gemacht, die später auf die fränkische Zeit datiert wurden.
1967 wurde die Mehrzweckhalle mit angrenzendem Sportplatz fertiggestellt.
Für 1526 sind 30 Haushalte überliefert, 1588 gab es 112 Einwohner, 1643 gegen Ende des Dreißigjährigen Krieges nur noch 29, 1716 wieder 114. Die Einwohnerschaft entwickelte sich im 19. und 20. Jahrhundert wie folgt: 1843: 331 Einwohner, 1927: 413 Einwohner, 1964: 533 Einwohner.

### Ortsadel
Lohrheim war Ursprung mehrerer niederadliger Familien:
Die von Lohrheim mit der Rose werden erstmals um das Jahr 1250 herum erwähnt. Ihr letztes Mitglied im Mannesstamm muss kurz vor 1353 gestorben sein. Die Familie war vor allem in Lohrheim und Oberneisen begütet, mit geringem Streubesitz in geringer Umgebung.
1276 werden die Familien von Lohrheim mit dem Schildchen und Donner von Lohrheim erstmals erwähnt. Aufgrund der Ähnlichkeit ihrer Wappen wird eine enge Verwandtschaft angenommen, so dass man wohl erst ab dem 14. Jahrhundert überhaupt von zwei Familien sprechen kann. Beide waren eng mit den Grafen von Katzenelnbogen verbunden. Bedeutendster Vertreter der von Lohrheim mit dem Schildchen war Hermann, in der Mitte des 14. Jahrhunderts Abt von St. Alban vor Mainz. Letztes Mitglied war ein 1543 gestorbener Philipp. Die von Lohrheim mit dem Schildchen verfügten über einen Besitzschwerpunkt in Lohrheim und im Umland, aber auch über Streubesitz bis nach Pfungstadt und Sulzbach. Die Donner von Lohrheim verfügten über einen beträchtlichen Besitz mit Schwerpunkten in Laurenburg, Lohrheim, Oberneisen und Katzernelnbogen. Streubesitz erstreckte sich über große Teile des Untertaunus und den südöstlichen Westerwald. In der Mitte des 15. Jahrhunderts ging aus den Doner zu Lohrheim wohl über einen unebenbürtigen Sohn die ebenfalls niederadlige Familie Donner, später: Donner zu Hattert, hervor. Aus ihr gingen mehrere Amtleute und vor allem Offiziere in saynschen, nassauischen, französischen und niederländischen Diensten hervor. Letztmals wird ein Mitglied der Donner zu Hattert im Jahr 1688 erwähnt.
Eine weitere Familie von Lohrheim tritt um die Mitte des 14. Jahrhunderts herum als Limburger Schöffenfamilie mit niederadliger Ebenbürtigkeit auf.
Albertine Agnes von Oranien-Nassau verlieh im Jahr 1666 der Beamtenfamilie Klenck für deren Dienste insbesondere in den deutschen Stammlanden der Nassauer den erblichen Titel „Herr von Lohrheim“, der unter anderem mit Besitzungen in Lohrheim selbst verbunden war. Anfang des 18. Jahrhunderts wurden diese Besitzungen veräußert. Mit dem Zusatz „von Lohrheim“ taucht die Familie von Klenck, die zu diesem Zeitpunkt bei Bremen saß, letztmals im Jahr 1726 auf.

## Politik

### Gemeinderat
Der Gemeinderat in Lohrheim besteht aus zwölf Ratsmitgliedern, die bei der Kommunalwahl am 9. Juni 2024 in einer Mehrheitswahl gewählt wurden, und dem ehrenamtlichen Ortsbürgermeister als Vorsitzendem.

### Bürgermeister
Rudolf Kubitza wurde am 2. August 2024 Ortsbürgermeister von Lohrheim. Bei der Direktwahl am 9. Juni 2024 war er mit einem Stimmenanteil von 64,6 % gewählt worden und setzte sich dabei gegen seinen Vorgänger Kai Schmidt und Sigrid Schwenk durch. Schmidt erhielt 30,7 % und Schwenk 4,7 % der Stimmen.
Kubitza hatte das Amt bereits von 2014 bis 2019 inne, trat zur Wahl 2019 allerdings nicht erneut an. Kubitza hatte das Amt 2014 von Bodo Schäfer übernommen.

### Wappen
| Wappen von Lohrheim | Blasonierung: „In Blau auf silber-blau gewelltem Wasser eine goldene Ente mit rotem Schnabel.“ |
| Wappen von Lohrheim | Wappenbegründung: So der Schild in den Gemeindesiegeln des 19. und 20. Jahrhunderts. Die Farben wurden unter Berücksichtigung der Zugehörigkeit zum Fürstentum Nassau-Diez ergänzt. Für Lohrheim war das landesherrliche Gericht in Hahnstätten zuständig, so dass in vorherzoglicher Zeit kein eigenes Siegel geführt wurde. |

## Wirtschaft und Infrastruktur

### Verkehr
Östlich von Lohrheim verläuft in Nord-Süd-Richtung die B 54. In südlicher Richtung führt sie nach Wiesbaden und in nördlicher nach Diez und Limburg, wo eine Anbindung an die A 3 besteht. Nächstgelegener Fernbahnhof ist der Bahnhof Limburg Süd.

### Bildung
Um 1750 fand in Lohrheim erstmals Schulunterricht statt. Anfangs wurde dafür das Privathaus des Lehrers genutzt. Als 1781 der Lehrer starb, wurde Lohrheim Einzugsgebiet der Schule in Oberneisen bis 1801. 1835 wurde an der Stelle des heutigen Feuerwehrhauses eine Schule mit Lehrerwohnung gebaut.
Die nächstgelegenen Grundschulen befinden sich heute in Niederneisen und Hahnstätten. Eine Realschule plus befindet sich ebenfalls in Hahnstätten.
In Lohrheim besteht eine evangelische Kindertagesstätte.